# (28950) Ailisdooner
(28950) Ailisdooner est un astéroïde de la ceinture principale d'astéroïdes.

## Description
(28950) Ailisdooner est un astéroïde de la ceinture principale d'astéroïdes. Il fut découvert le 19 novembre 2000 à Socorro (Nouveau-Mexique) par le projet LINEAR. Il présente une orbite caractérisée par un demi-grand axe de 3,01 UA, une excentricité de 0,06 et une inclinaison de 8,9° par rapport à l'écliptique.

## Compléments